# Luc de Clapiers, marquis de Vauvenargues
Pour les articles homonymes, voir Vauvenargues.
Luc de Clapiers, marquis de Vauvenargues, né le 5 août 1715 à Aix-en-Provence et mort le 28 mai 1747 à Paris, est un écrivain, moraliste et aphoriste français.

## Biographie
Luc de Vauvenargues naquit à Aix-en-Provence dans l'hôtel de Clapiers, d'une famille noble aux revenus modestes, fils de Joseph de Clapiers, marquis de Vauvenargues, premier consul d'Aix, et de Marguerite de Bermond de Vaulx. Au cours de ses études au collège d'Aix-en-Provence, il n'étudia ni le latin ni le grec, mais devint un grand admirateur de Plutarque qu'il avait lu en traduction.

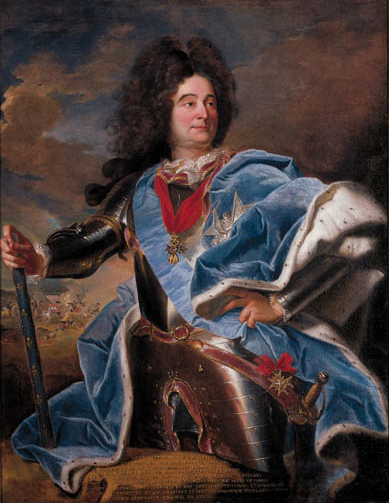
Le maréchal de Villars.

Il s'engagea dans l'armée et y servit pendant dix ans, prenant part à la guerre de succession de Pologne, à la campagne d'Italie du maréchal de Villars en 1733, et à la désastreuse expédition en Bohême pour soutenir les ambitions de Frédéric II de Prusse sur la Silésie, dans laquelle les Français furent délaissés par leurs alliés. Vauvenargues prit part à la retraite de Prague du maréchal de Belle-Isle. Il eut la jambe glacée et, malgré un long séjour à l'hôpital de Nancy, ne s'en remit jamais tout à fait. De retour en France après la bataille de Dettingen, il fut assigné à la garnison d'Arras, ce qui marqua la fin de sa carrière militaire.

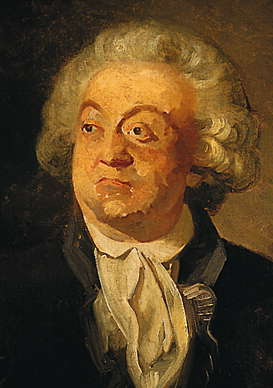
Mirabeau.

Son ami le marquis de Mirabeau, auteur de L'Ami des hommes et père de Mirabeau l'homme politique, le poussa à se tourner vers la littérature, mais il était trop pauvre pour monter à Paris. Il chercha en vain à entrer dans le service diplomatique. Une attaque de variole mit fin à cette ambition.
Vauvenargues s'installa finalement à Paris en 1745 et y mena une vie retirée, ne fréquentant que quelques amis dont Jean-François Marmontel et Voltaire. Il avait parmi ses correspondants l'archéologue Fauris de Saint-Vincens. Sur les conseils de Voltaire et les exhortations de Mirabeau, il passa outre aux objections de son père et se lança dans l'écriture. Il reprit les observations et notes de tous ordres jetées naguère sur le papier et publia en 1746, sous le voile de l'anonymat, une Introduction à la connaissance de l'esprit humain, suivie de quelques Réflexions et Maximes. Le livre ne passa pas totalement inaperçu, mais l'accueil ne fut pas très chaleureux. Voltaire, qui n'avait jamais douté de son talent, incita Vauvenargues à reprendre son ouvrage pour « rendre le livre excellent d'un bout à l'autre en vue d'une seconde édition». Il suivit les conseils de Voltaire, retoucha le style en maints endroits et supprima plus de 200 pensées. Cette édition, publiée de manière posthume en 1747 par les abbés Trublet et Séguy, est la plus fidèle aux idées du moraliste.
Il mourut à Paris le 28 mai 1747 à l'âge de 31 ans. Au travers de différents portraits, on découvre « une âme pure et fière, généreuse et tendre, éprise d'idéal. Un homme au jugement ferme, lucide et pondéré, non dénué de finesse ».

## Critique de son œuvre

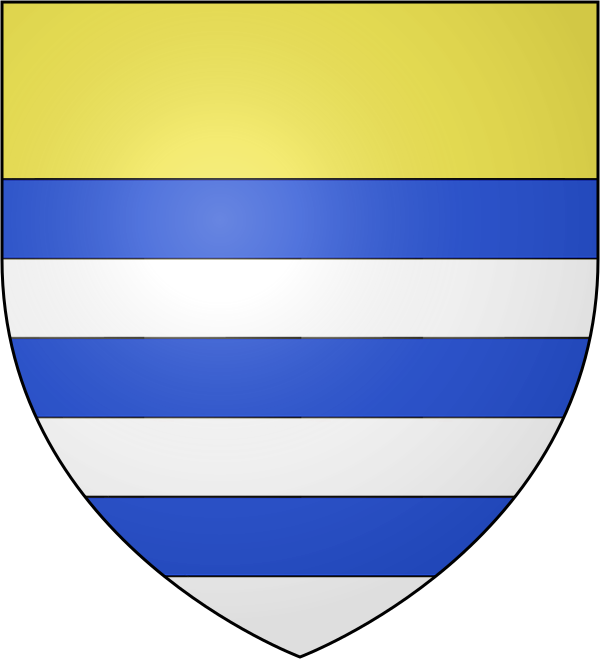
Blason Clapier.

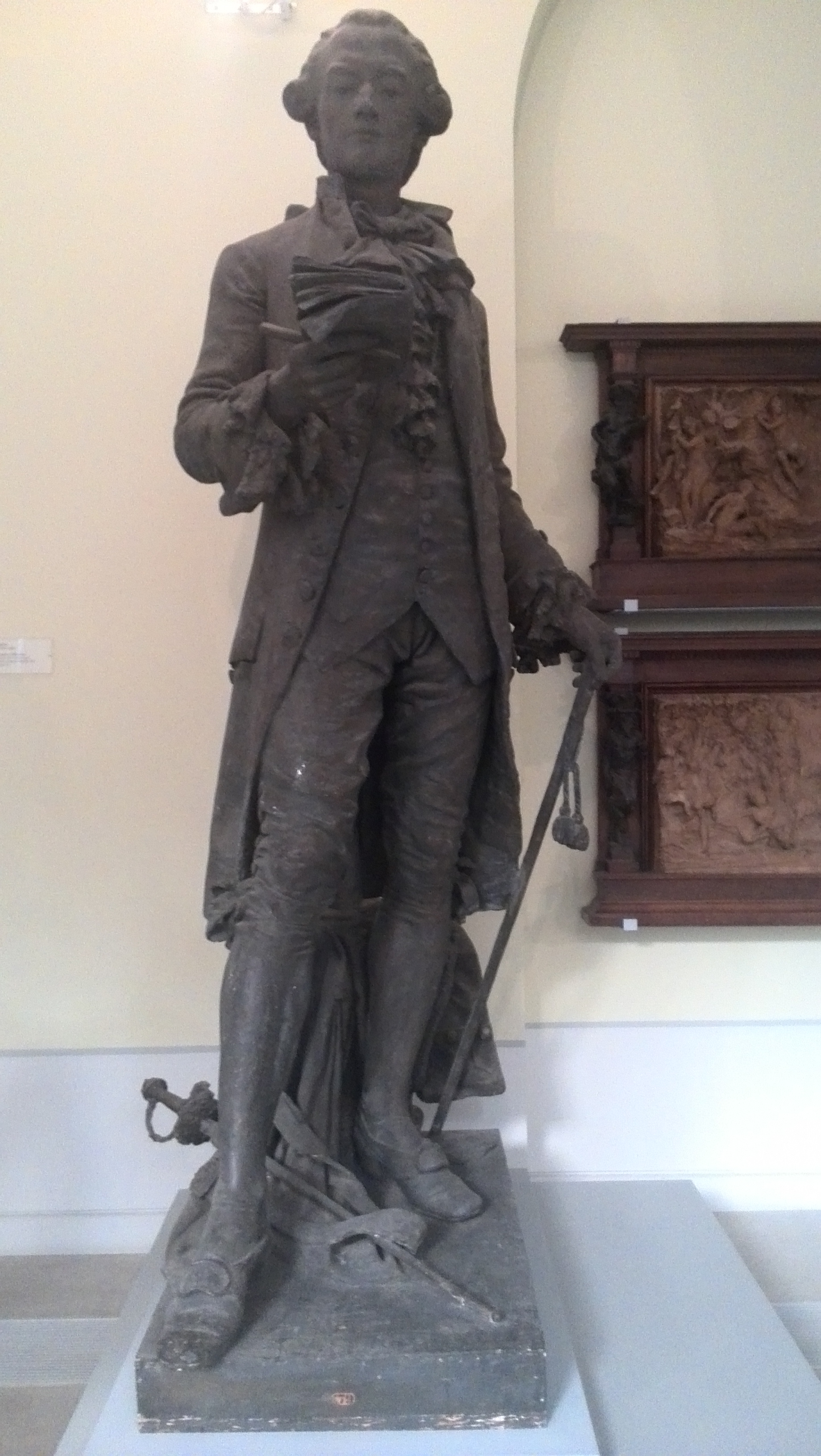
Luc de Clapiers, marquis de Vauvenargues. Sculpture d'Émile Hugoulin (Aix 1848 - Paris 1923). Modèle en plâtre anciennement bronzé. Don de l'artiste à la ville d'Aix en 1894, exposé au musée Granet.

Vauvenargues a laissé peu d'écrits, mais qui ont suscité un intérêt considérable. Dans l'Introduction, les Réflexions et d'autres fragments mineurs, il émet des pensées fragmentaires sur des questions de philosophie morale et de critique littéraire mais il brille surtout en tant que moraliste. Son vocabulaire est populaire et relâché, et ses idées s'organiseraient mal en système.[évasif] Sa véritable force est d'exprimer dans un langage assez épigrammatique les résultats de son observation attentive des comportements et des motivations des hommes.
La principale différence entre Vauvenargues et un de ses prédécesseurs comme La Rochefoucauld est que Vauvenargues a une haute idée de l'homme, et qu'il est aussi plus enclin au stoïcisme qu'aux théories épicuriennes. On l'a qualifié de « stoïque moderne, ».
Dans son éloge funèbre de Vauvenargues, Voltaire dit notamment: "Tu n’es plus, ô douce espérance du reste de mes jours ! ô ami tendre […] Mais par quel prodige avais-tu, à l’âge de vingt-cinq ans, la vraie philosophie et la vraie éloquence, sans autre étude que le secours de quelques bons livres ? […] comment la simplicité d’un enfant timide couvrait-t-elle cette profondeur et cette force de génie ?"

## Œuvres
- Introduction à la connaissance de l’esprit humain, 1746
- Réflexions sur divers sujets Fragments de la seconde édition de l'Introduction
- Conseils à un jeune homme Adressés à Hippolyte de Seytres
- Discours sur la gloire adressé à un ami
- Discours sur les plaisirs adressé au même
- Éloge de Paul-Hippolyte-Emmanuel de Seytres
- Discours sur le caractère des différents siècles
- Discours sur les mœurs du siècle
- Discours sur l’inégalité des richesses
- Éloge de Louis XV
- Traité sur le libre arbitre, 1744
- Sur le libre arbitre
- Imitation de Pascal
- Méditation sur la foi
- Réflexions critiques sur quelques poètes
- Fragments
- Essai sur quelques caractères
- Réflexions et maximes, 1746
- Réflexions et maximes posthumes
- Dialogues posthumes
- Fragments posthumes
- Critique de quelques maximes de La Rochefoucauld

## Éditions
- Vauvenargues, Œuvres complètes, t. I, Paris, Archives Karéline, 2008, 342 p. (ISBN 978-2-35748-010-0, présentation en ligne)
- Vauvenargues, Œuvres complètes, t. II, Paris, Archives Karéline, 2008, 400 p. (ISBN 978-2-35748-011-7, présentation en ligne)
- Vauvenargues, Œuvres complètes, t. III, Paris, Archives Karéline, 2008, 332 p. (ISBN 978-2-35748-012-4, présentation en ligne)
- Vauvenargues, Œuvres complètes et Correspondance, Paris, Coda, janvier 2009, 514 p., 15 cm × 21 cm (ISBN 978-2-84967-062-0 et 2849670626, présentation en ligne)
- Vauvenargues, Introduction à la connaissance de l’esprit humain, suivi de Fragments, Réflexions critiques sur quelques poètes, Réflexions et maximes, Méditation sur la foi ainsi que des textes posthumes et retranchés, Paris, Flammarion, « GF », 1981, 456 p.

## Principales citations
- « Le monde est un grand bal où chacun est masqué. »
- « Le commerce est l'école de la tromperie. »
- « Le courage est la lumière de l'adversité. »
- « La servitude abaisse les hommes jusqu'à s'en faire aimer. »
- « Qui sait souffrir peut tout oser. »
- « L'art de plaire est l'art de tromper. »
- « On ne peut être juste si l'on n’est humain. »

## Hommages

### Évocations
- La série télévisée française Tribunal s'ouvre sur la citation : « On ne peut être juste si l'on n'est humain »[9].

### Odonymie
- Le marquis de Vauvenargues a donné son nom au lycée Vauvenargues, situé à Aix-en-Provence, ainsi qu'à une rue de la ville. Une plaque commémorative a été apposée sur la maison natale de l'écrivain, situé au no 26 de la rue portant son nom[10].
- À Paris, la rue Vauvenargues est une voie publique du 18e arrondissement (l'école primaire Vauvenargues est située dans cette rue). Il existe également des rues Vauvenargues à Marseille (7e), Brest et à Meyrargues, commune située au nord d'Aix-en-Provence.